# Cruzy
Cruzy é uma comuna francesa na região administrativa de Occitânia, no departamento de Hérault. Estende-se por uma área de 25,85 km². Em 2010 a comuna tinha 994 habitantes (densidade: 38,5 hab./km²).